# Triticum urartu
Triticum urartu là một loài thực vật có hoa trong họ Hòa thảo. Loài này được Thumanjan ex Gandilyan miêu tả khoa học đầu tiên năm 1972.